# Now and Forever (album de Sister Sin)
Pour les articles homonymes, voir Now and Forever.
 (avril 2024).
Si vous disposez d'ouvrages ou d'articles de référence ou si vous connaissez des sites web de qualité traitant du thème abordé ici, merci de compléter l'article en donnant les références utiles à sa vérifiabilité et en les liant à la section « Notes et références ».
 (avril 2024).
Albums de Sister Sin
True Sound of the Underground
(2010) Black Lotus
(2014)
Now and Forever est le quatrième album studio du groupe suédois de hard rock Sister Sin publié le 19 octobre 2012 sur le label Victory Records. L'album contient la toute première ballade du groupe intitulé Morning After

## Liste des titres
| No  | Titre            | Durée |
| --- | ---------------- | ----- |
| 1.  | MMXII            | 1:01  |
| 2.  | End of the Line  | 3:57  |
| 3.  | Fight Song       | 4:01  |
| 4.  | In It for Life   | 3:49  |
| 5.  | Hearts of Gold   | 4:13  |
| 6.  | The Chosen Few ? | 4:08  |
| 7.  | Hang'Em High     | 3:23  |
| 8.  | I'm Not You      | 4:01  |
| 9.  | Running Low      | 3:55  |
| 10. | Shades of Black  | 3:32  |
| 11. | Morning After    | 3:47  |

## Membres
- Liv Jagrell : chant
- Jimmy Hiltula : guitare
- Andreas Strandh : basse
- Dave Sundberg : batterie